# Лососна (приток Западной Двины)
Лососна — река в Тверской области России, правый приток Западной Двины. Длина реки составляет 19,2 км.

## География
Протекает по территории Андреапольского муниципального района.
Лососна берёт начало из небольшого болота на урочище Овсянинский Мох. Течёт в южном, восточном и юго-восточном направлениях. В нижнем течении ширина реки до 9 метров, глубина 0,2 метра. Впадает в Западную Двину справа на высоте 201,6 метра над уровнем моря.

## Населённые пункты
На берегу Лососны расположены деревни Гусары и Новотихвинское. Ранее на реке стояли населённые пункты Лихуша, Подгорье, Демидово и другие.
Историческое название верхнего течения реки — ручей Смольковый (Смальковый).

## Притоки
(В скобках указана длина притока)
Правые:
- Денисовка (2,3 км; образуется слиянием р. Язовка и Лучиновка)
- Бездетка (10,2 км)
- Прудовая

Левые:
- Шамара (8,4 км)
- Безымянные ручьи